# روبرت فاريس فيسك
روبرت فاريس فيسك (بالإنجليزية: Robert Farris Fisk)‏ هو أمين مكتبة ومحامي أمريكي، ولد في 5 مايو 1819، وتوفي في 16 ديسمبر 1863.